# Circulus dalli
Circulus dalli är en snäckart som beskrevs av Bush 1897. Circulus dalli ingår i släktet Circulus och familjen Vitrinellidae. Inga underarter finns listade i Catalogue of Life.